# Marilia altrocki
Marilia altrocki là một loài Trichoptera hóa thạch trong họ Odontoceridae.